# Volvo ÖV4
De Volvo ÖV4 is de eerste auto die werd gebouwd door Volvo. ÖV4 staat voor "Öppen Vagn 4 cylindrar", wat Zweeds is voor "open wagen met vier cilinders". Het is een luxe cabriolet, die werd gebouwd vanaf 1927. De auto wordt ook wel de Volvo Jakob genoemd, wat feitelijk onjuist is: slechts een van de tien prototypes werd Jacob genoemd, omdat deze auto gereed kwam op 25 juli, de naamdag van Jakobus de Meerdere.
De cabriolet was geen succes in het Zweedse klimaat. Eind 1928 werd een gesloten versie uitgebracht; Volvo PV4 genaamd.

Er zijn 996 ÖV4's gebouwd. Rijdende exemplaren van de ÖV4 zijn niet meer bekend. Wel staan er nog diverse exemplaren in musea.

## Technische specificaties
- Motor: 4-cilinder zijklepmotor, volume 1940cc
- Vermogen: 28 pk / 20 kW @ 2000 toeren per minuut
- Max. koppel: 100 Nm
- Versnellingsbak: 3 vooruit, 1 achteruit
- Max. snelheid: geadviseerd 60 km/uur, top 90 km/uur
- Gewicht: 1170 kg

## Galerij

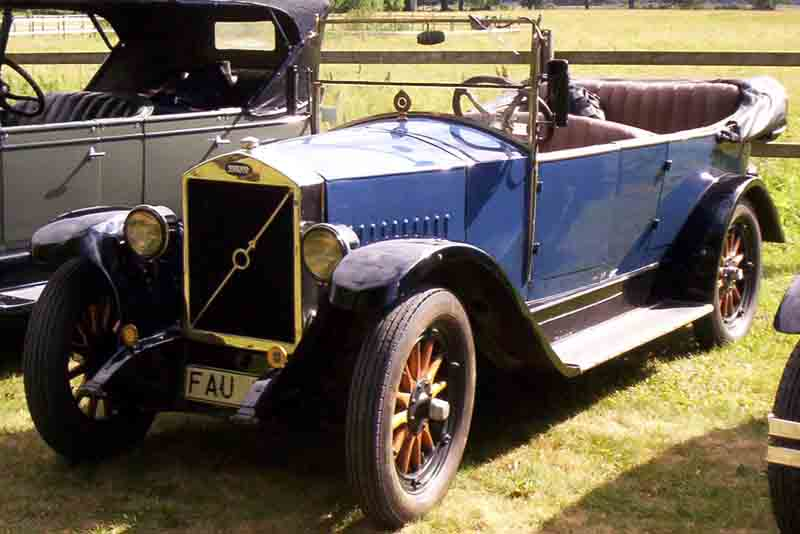
Volvo ÖV4 Touring 1928.
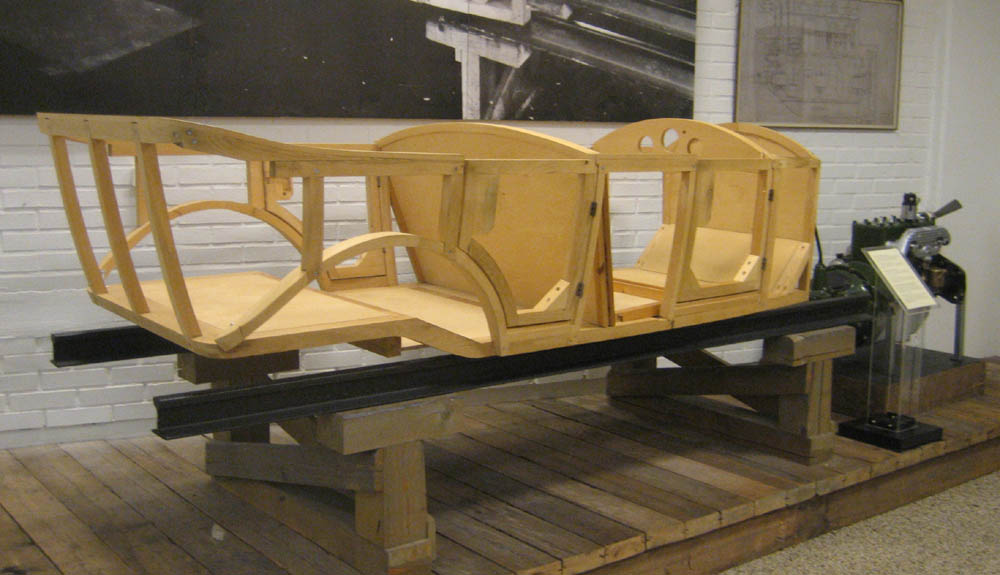
Replica van het frame.

Huidige modellen:
EC40 · 
EX30 · 
S60-V60 · 
S90-V90 · 
XC40 · 
XC60 · 
XC90 · 
EX90
Modellen geïntroduceerd na 1965:
100-serie · 
164 · 
200-serie · 
262C · 
66 ·
300-serie · 
400-serie ·
480 ·
700-serie · 
850 · 
900-serie · 
C30 · 
C70 · 
S40 · 
S70 · 
S80 · 
V40 ·
V40 Classic ·
V50 · 
V70-XC70
Modellen geïntroduceerd voor 1965:
ÖV4 · 
PV4 · 
PV650-serie ·
TR670-serie ·
PV36 ·
PV800-serie ·
PV50-serie · 
PV444 ·
PV60 ·
Duett ·
P1900 ·
Amazon · 
PV544 ·
P1800
Conceptauto's:
Philip ·
VESC ·
ECC ·
YCC ·
ReCharge ·
Concept You